# 大賽車博物館
澳門大賽車博物館（葡萄牙語：Museu do Grande Prémio），是為慶祝澳門格蘭披治大賽四十週年而興建的博物館，主要介紹澳門格蘭披治大賽，位置於新口岸澳門綜藝館旁邊。

## 源起與目的
大賽車博物館建於1993年11月18日，澳門旅遊司為了慶祝澳門格蘭披治大賽40週年而設，館內的各項展品是由不同的政府部門及私人機構所提供，有多種有20多輛車壇名將的戰車，有方程式賽車、摩托車和車手們用過的物品，當中最著名的是已故車手冼拿的參賽名車和賽車服，另外也有相關格蘭披治賽車的照片、說明文章、獎項和有紀念價值的物品等。館內分成多個展區，有系統地介紹各展品與其歷史，以加深遊人對澳門格蘭披治大賽的了解，並緬懷那些曾為該賽事作出貢獻的人士和賽車手。
旅遊局為慶祝澳門格蘭披治大賽車50週年，對大賽車博物館進行重修，並對曾經為大賽車作出貢獻的傑出人物，如葉德利、杜德斯、羅路、冼拿和約翰哥斯密等進行了特別的介紹。
另外，館內設有賽車電子遊戲及世界房車錦標賽模擬駕駛器，供客人體驗東望洋賽道。

### 重建
2016年，澳門政府計劃將旅遊活動中心改建為澳門格蘭披治大賽車主題博物館，博物館改建後的總面積約為16,000平方米，旅遊局以現時本澳平均建造成本，按照每平方米19,000元計算，大約需三億元預算。 2018年12月，格蘭披治大賽車主題博物館重建工程項目預算由最初的逾3億元增至8.3億元， 旅遊局局長文綺華回應稱是工程造價，包括內部基建及裝修項目。根據顧問公司初步預算，若按照市價購置多媒體裝置、LED互動裝置以及電影院等，最多需要這個數字。
2017年7月16日，澳門旅遊局局長文綺華表示，大賽車博物館將由原來半層擴展至整幢大樓，原有位於同大樓的旅遊活動中心及葡萄酒博物館於2017年7月1日關閉
2018年7月中旬，博物館工程已完成評標及判給，造價為3.8億澳門元，工期為328日，原來預計2019年第四季重開；展品方面，部分展品如具歷史價值的賽車或現役車手的賽車等，當局正與相關單位洽談，預計將斥資三千萬元，期望可增設更多互動元素和高素質的展品，加深公眾認識澳門格蘭披治大賽車的歷史。由於工程按社會意見作出輕微調整，包括引入無阻礙設施，開標時間比預期略有延誤。工程涉及整幢大樓冷氣系統、設備重鋪，以及大賽車博物館的擴建。
2019年11月11日，澳門特區公報，大賽車博物館未來將收取入場費，12歲至65歲以下人士的標準票價為澳門幣80元，澳門居民收費為40元，其中小童及長者等人士免費。
2020年7月27日，文綺華表示已於日前完成擴建工程的臨時驗收，正安裝內部設施，同年3月19日，旅遊局宣佈於當年四月起逐步開放與試營運，採取預約購票參觀。
2021年4月1日，澳門旅遊局發新聞稿指出，澳門大賽車博物館完成擴建工程開始局部試營運，在4月2日開放迎接公眾參觀。博物館採用預約形式分上下午兩個時段進行參觀，上午為10時至下午1時，下午為3時至傍晚6時；公眾在參觀當天均須準備早前已通過預購系統電郵傳送的二維碼截圖，在現場售票處換取入場證，此證還可於館內暢玩多媒體互動遊戲設備。重建後的澳門大賽車博物館於2021年6月1日正式開幕。
2023年3月27日，旅遊局與香港杜莎夫人蠟像館首次合作，於博物館展出8位國際知名賽車手的蠟像，分別為麥當奴（John MacDonald）、夏士林（Ron Haslam）、艾爾頓·冼拿（Ayrton Senna da Silva）、塞巴斯蒂安·維泰爾（Sebastian Vettel）、路達（Michael Karl Rutter）、路易斯·咸美頓（Carl Davidson Hamilton）、侯夫（Robert Peter Huff）和艾度亞度·莫他拿（Edoardo Mortara），進一步增加博物館的吸引力及豐富訪客體驗。旅遊局在籌備擴建博物館之時，已開始與香港杜莎夫人蠟像館聯絡，商討合作展出賽車手蠟像，使增加博物館的吸引力及豐富訪客體驗，及後遇上疫情，雙方仍保持聯繫，着力推進蠟像的相關工作，令期待已久的賽車手蠟像終於登場。另外，由同年4月1日起新增“政付通”服務，線上及線下的電子支付方式將擴展至豐付寶、廣發銀行移動支付、國際付、工銀e支付、極易付。
2023年11月，為配合大賽車踏入第70屆，大賽車博物館舉行多項慶祝活動，包括於11月1日至30日19:00至22:00期間舉行“澳門大賽車博物館藏影︰70傳奇”光雕表演；“澳門格蘭披治大賽車70周年回憶徵集活動”於同年7月至9月期間公開徵集包括入場門票、海報、郵品和紀念物品，經挑選後共展出29件得獎物品並聯同博物館原有的部份館藏共70件物品，於2023年11月9日至2024年1月31日期間進行公開展出；博物館另與抖音旗下XR品牌“PICO”合作，推出“VR 360°看賽車”展區；另於11月1日起在大賽車博物館放映廳內播放長約5分鐘的“澳門格蘭披治大賽車70傳奇回顧”短片。為配合相關特別活動，大賽車於6個賽事日期間延長開放時間至21:30（21:00停止售票）。
為了進一步豐富館藏，博物館引入曾征戰澳門東望洋跑道的領克03TCR戰車藏品在2024年2月7日首次館內亮相，第一款中國TCR（Touring Car Racing）車型領克，是由吉利汽車與沃爾沃汽車合資。陳列在博物館的最新領克03TCR的藏展品，是中國職業賽車手馬青驊於2021年的參賽戰車，奪第六十八屆澳門格蘭披治大賽車銀河娛樂澳門東望洋大賽第一回合冠軍、第二回合亞軍。

## 樓層分佈

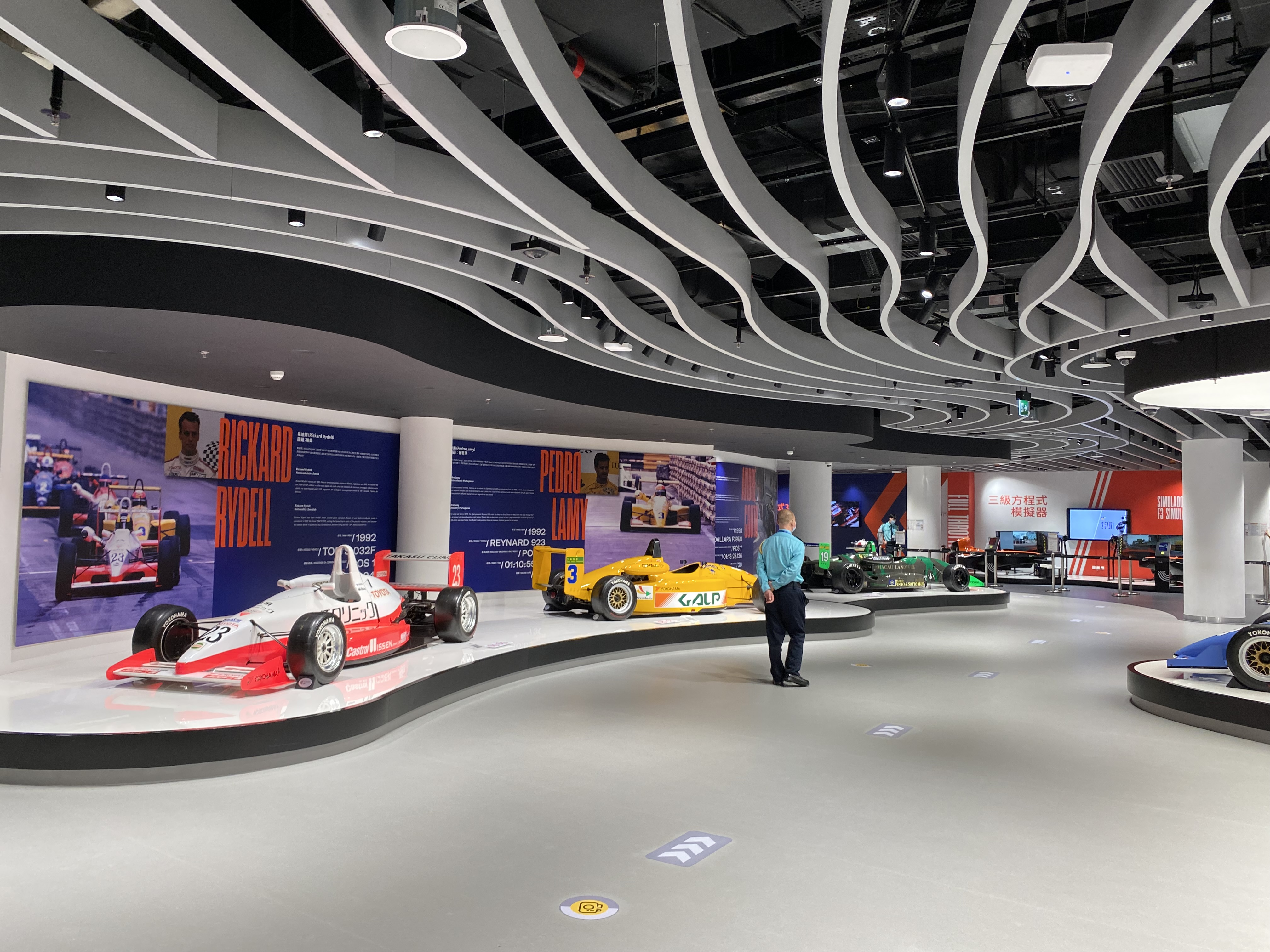
1樓澳門格蘭披治三級方程式大賽區

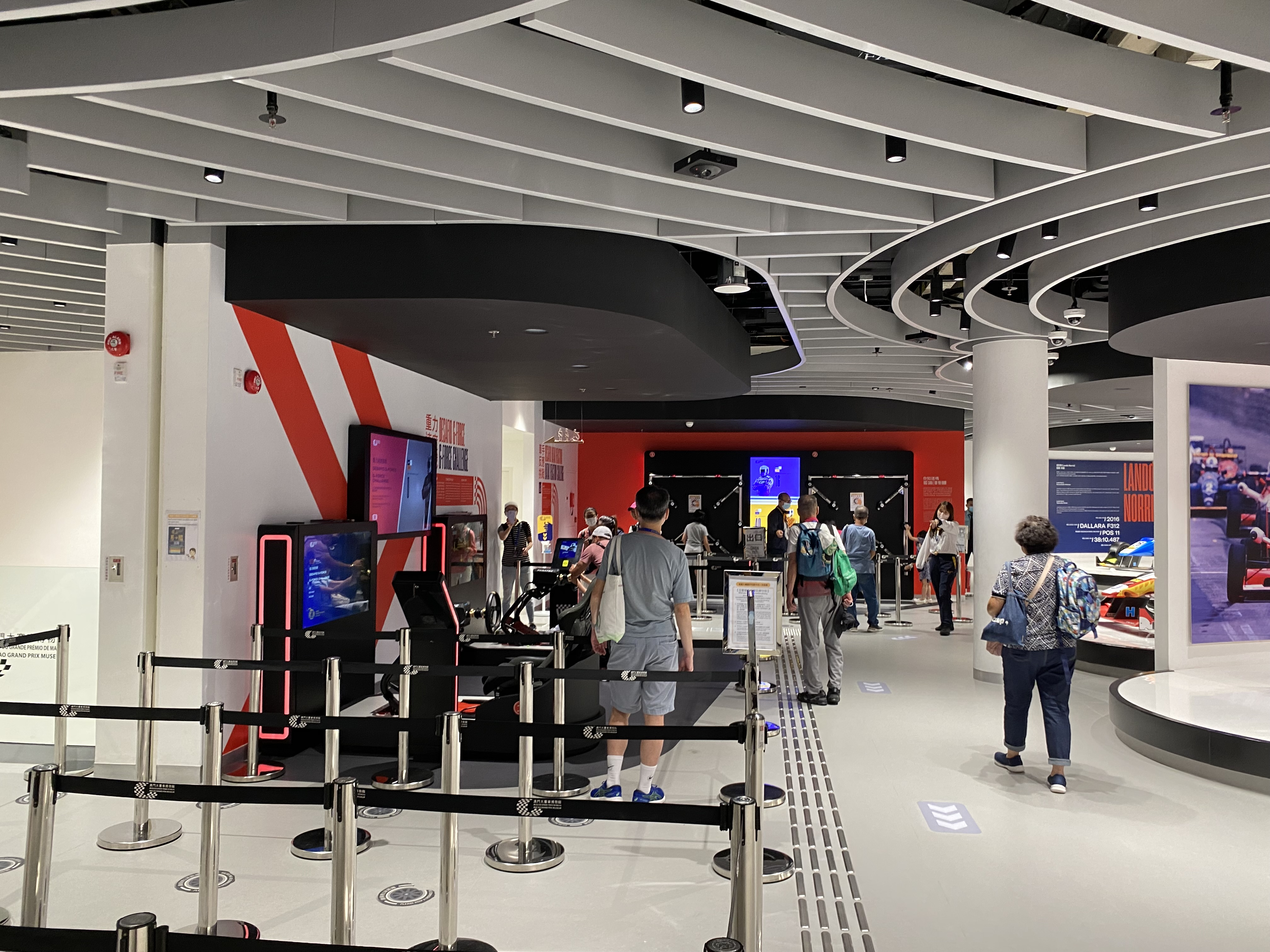
1樓車手反應挑戰、重力速度挑戰

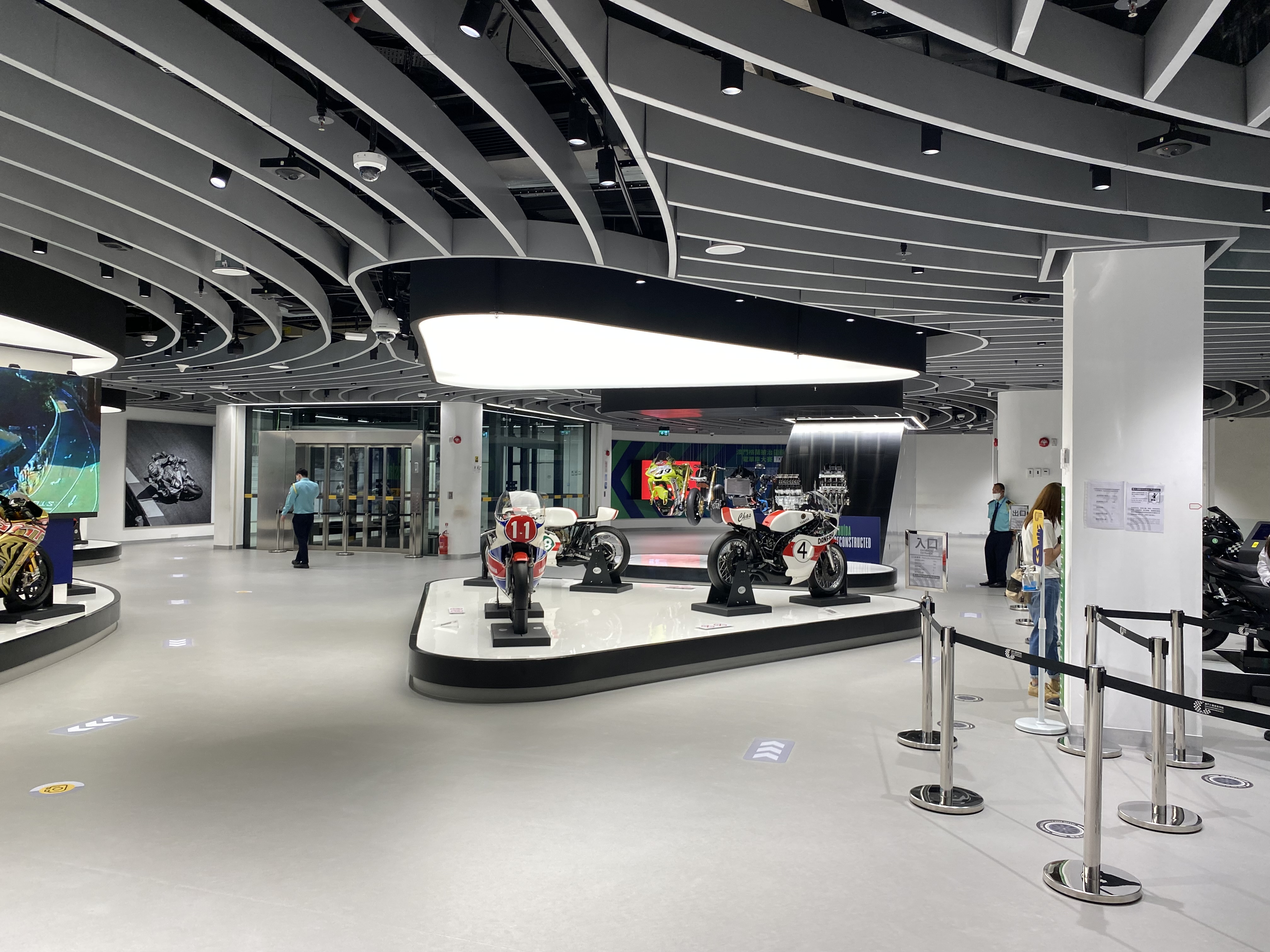
2樓澳門格蘭披治電單車大賽

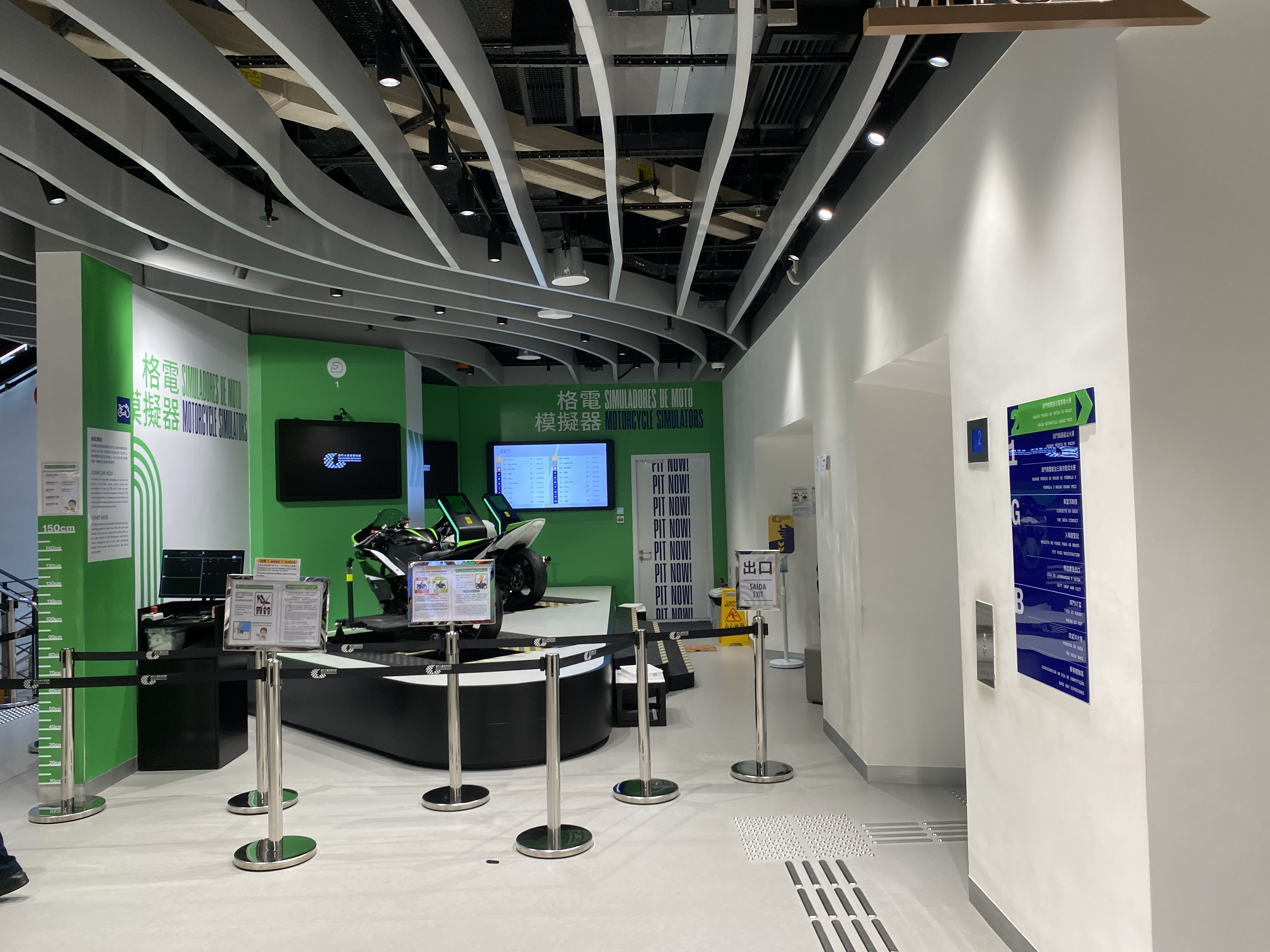
2樓格電模擬器

| 二樓   | 澳門格蘭披治電單車大賽 | 澳門格蘭披治電單車大賽區（電單車解構、英雄盃） 格電VR速感體驗                                                                     |
| 一樓   | 澳門格蘭披治大賽       | 澳門格蘭披治大賽區（名人誌、刻鑿·冼拿記念室） 回憶長廊 澳門格蘭披治三級方程式大賽區（方程式3D全接觸、車手反應挑戰、重力速度挑戰） |
| 地面層 | 入口                   | 售票處 詢問處 入場證登記 精品廊 東望洋跑道立體模型                                                                                |
| 地庫層 | 東望洋大賽及澳門GT盃   | 東望洋大賽區 賽車體驗區（賽事長知識、賽事指揮中心、車隊指揮台、賽車空氣動力學解析、百變賽臉、頒獎台、車手服飾影併、成績排行榜）   |

## 相關商業設施

### 主題咖啡廊
2022年4月23日，以澳門格蘭披治大賽車為主題的咖啡廊正式開幕，先前澳門旅遊局透過公開招標物色經營咖啡廊業務的單位；店內提供多款具大賽車元素的特色限定飲品及輕食，透過主題咖啡廊以“旅遊＋體育＋文創”融合發展的理念，銷售精品咖啡及澳門本地原創文創產品。
- 大賽車博物館主題咖啡廊Facebook專頁
- 大賽車博物館主題咖啡廊Instagram賬號

### 精品廊
2022年11月中旬，精品廊聯乘澳門廠商聯合會，引入商會旗下“MinM”品牌的博物館專屬系列服裝，配合政府鼓勵發展“澳門製造”及宣傳澳門大賽車博物館，並帶動大賽車文化的傳播和傳承。澳門設計及製造的外套系列以“回憶”為設計概念，配以澳門大賽車博物館的顏色為設計主色，外套系列服裝有間棉背心、抗菌風褸及棒球外套。另一系列服裝主打休閒T恤及衛衣，上面印有賽事的精彩瞬間情境，突顯大賽車的獨特性。另外售賣多款由澳門文創人士為館方設計專屬澳門大賽車博物館的商品，全部以賽車或澳門大賽車博物館為主題。
精品廊於第70屆賽事前進行改造，於2023年11月重新亮相；精品廊內設計及銷售與大賽車、澳門旅遊及歷史文化相關的商品，包括旅遊紀念品、生活用品、文具精品，另設有“澳門設計 澳門製造”的博物館專屬系列服裝，加強精品廊的活力及多樣性，建立澳門大賽車博物館的特色品牌商品。

## 大賽車博物館 實景

### 重新翻新前

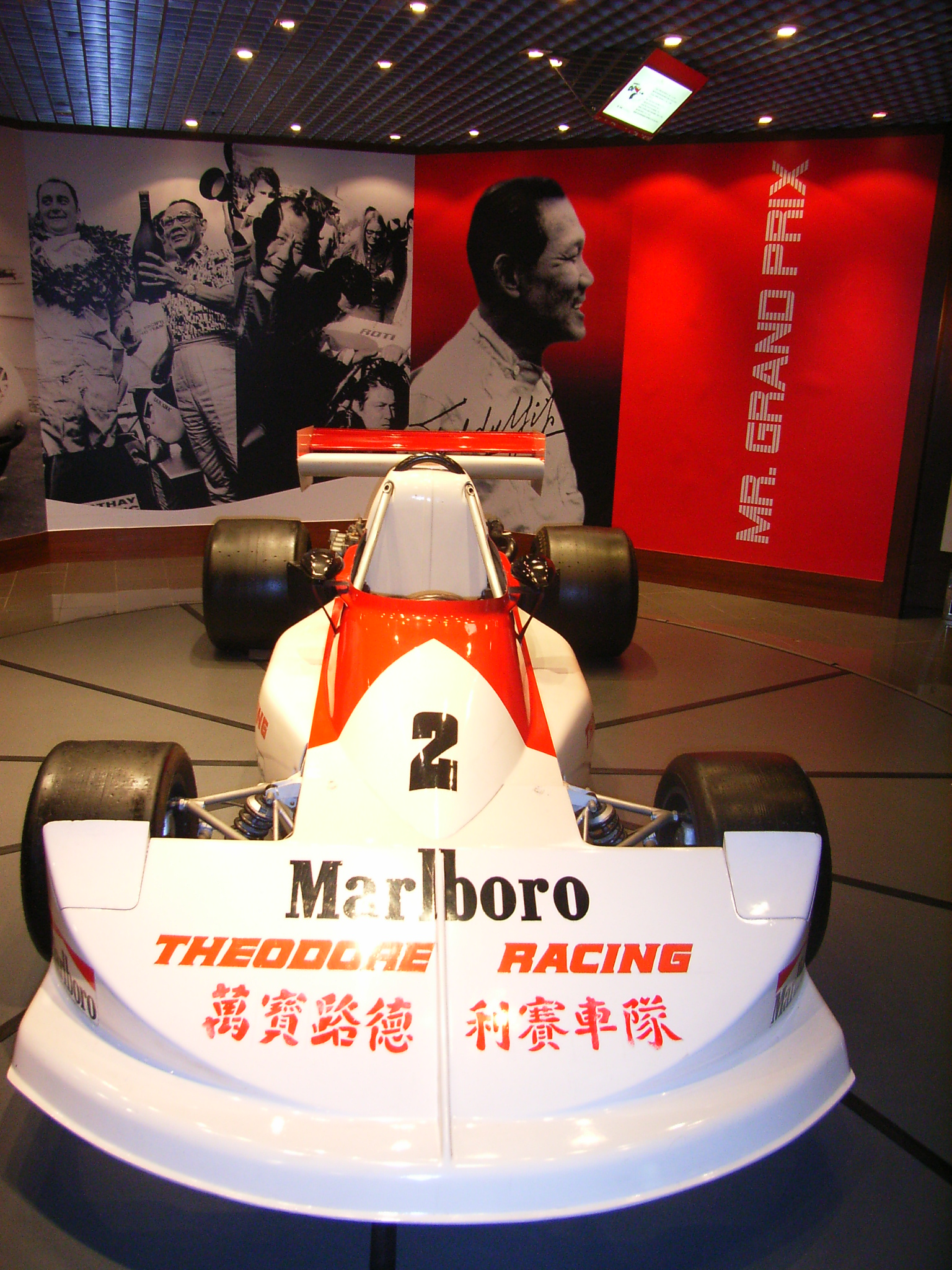
萬寶路跑車
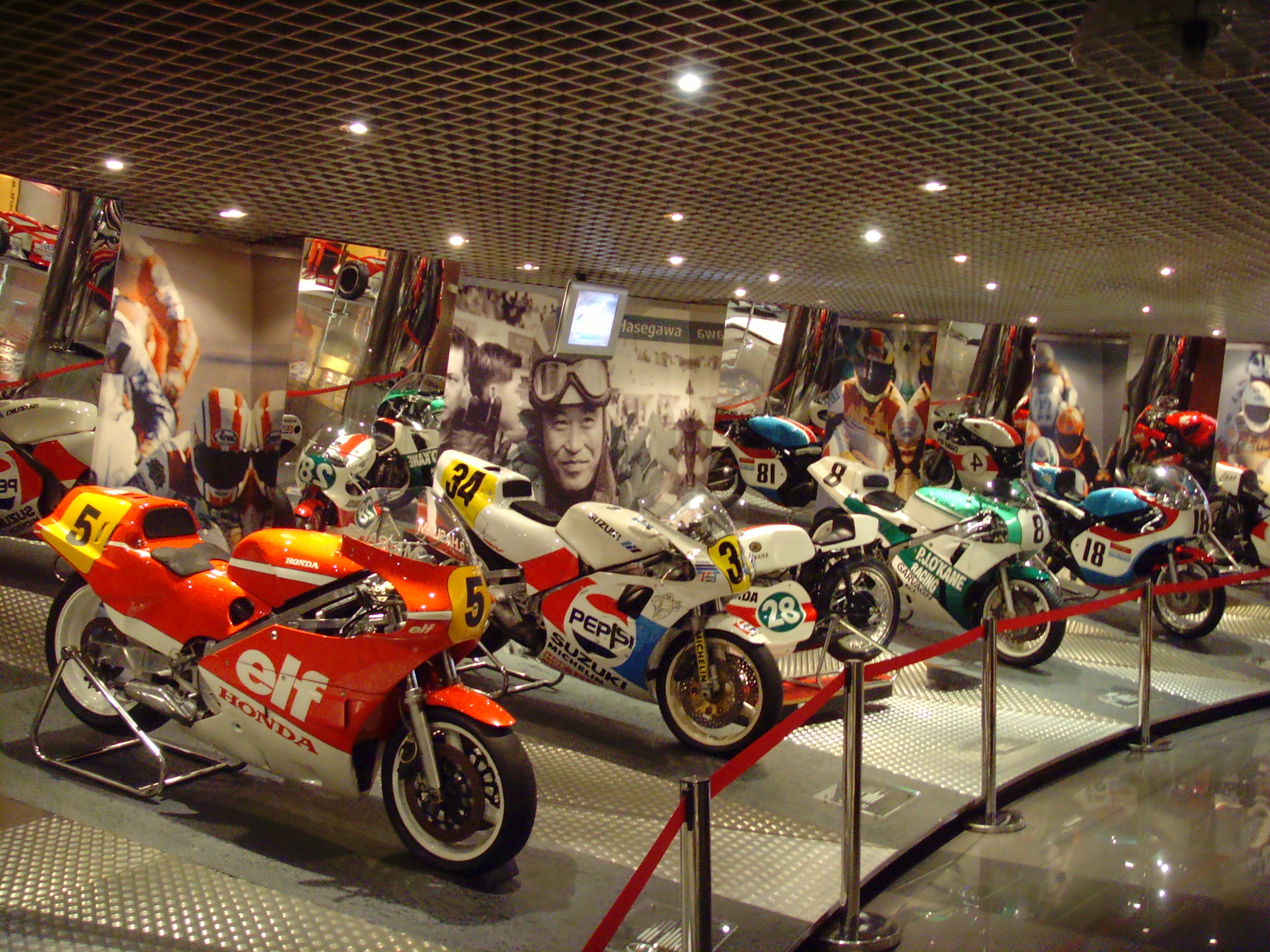
電單車展示
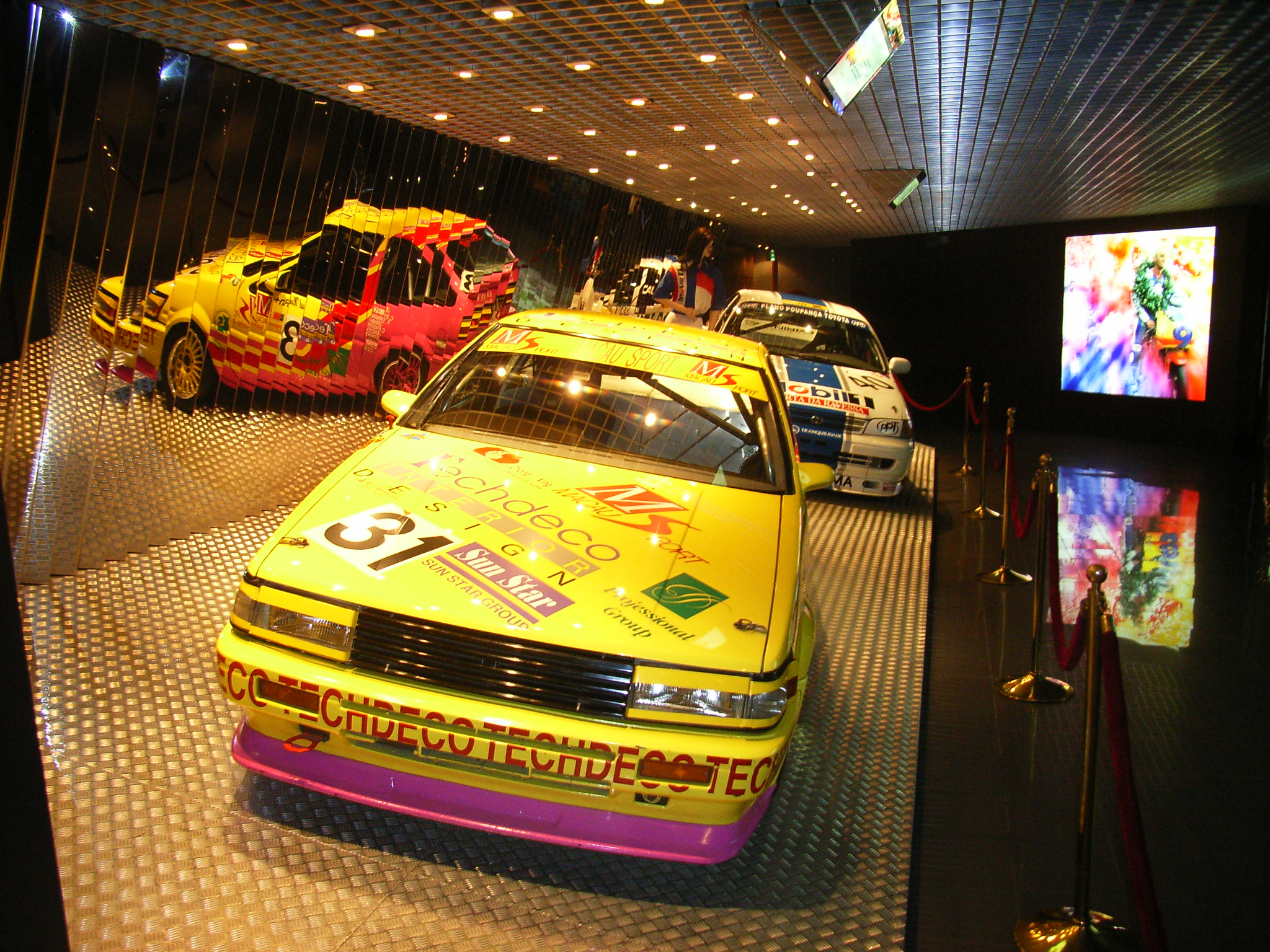
大賽車展示
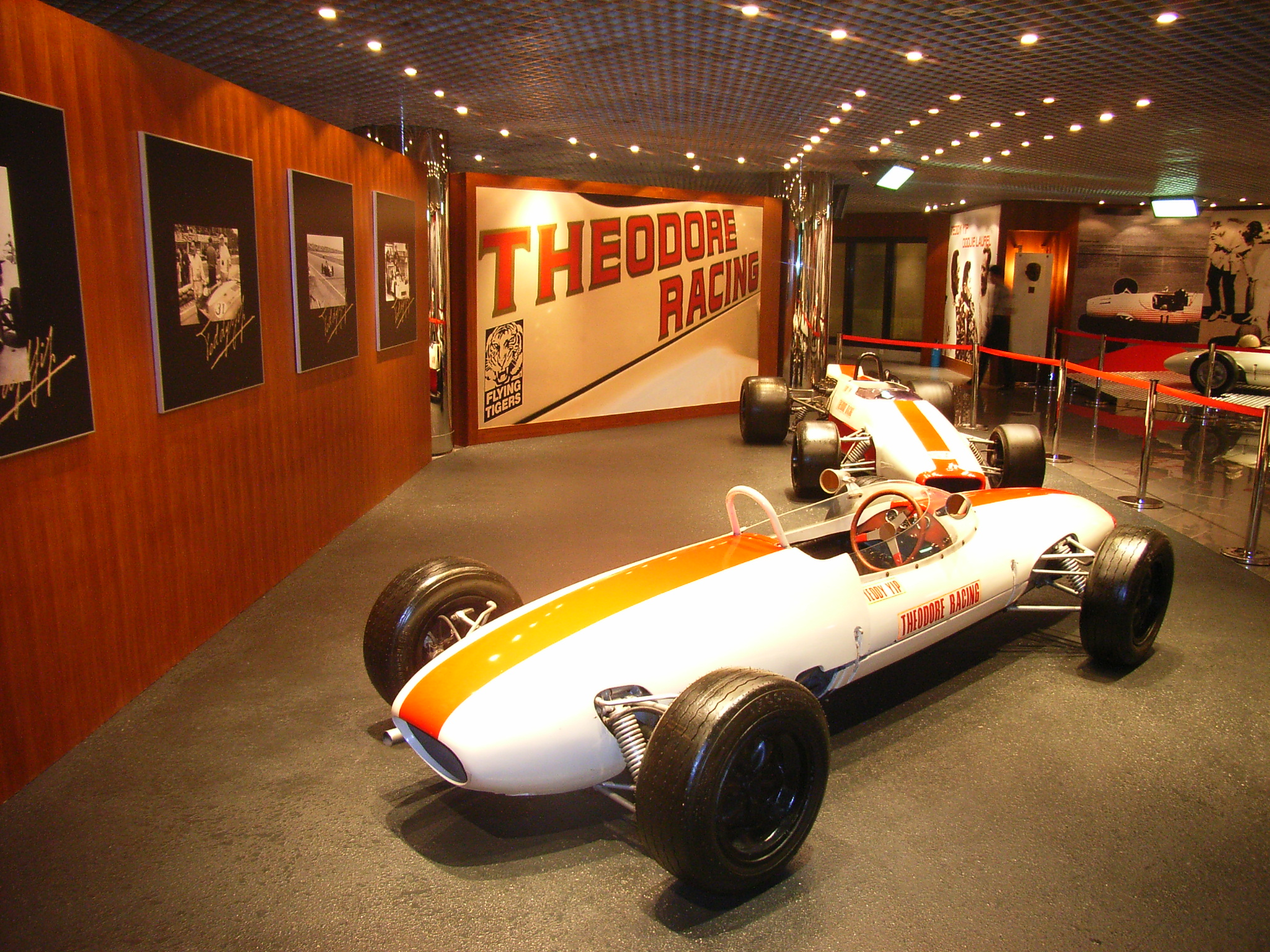
澳門大賽車博物館 The Grand Prix Museum in Macau
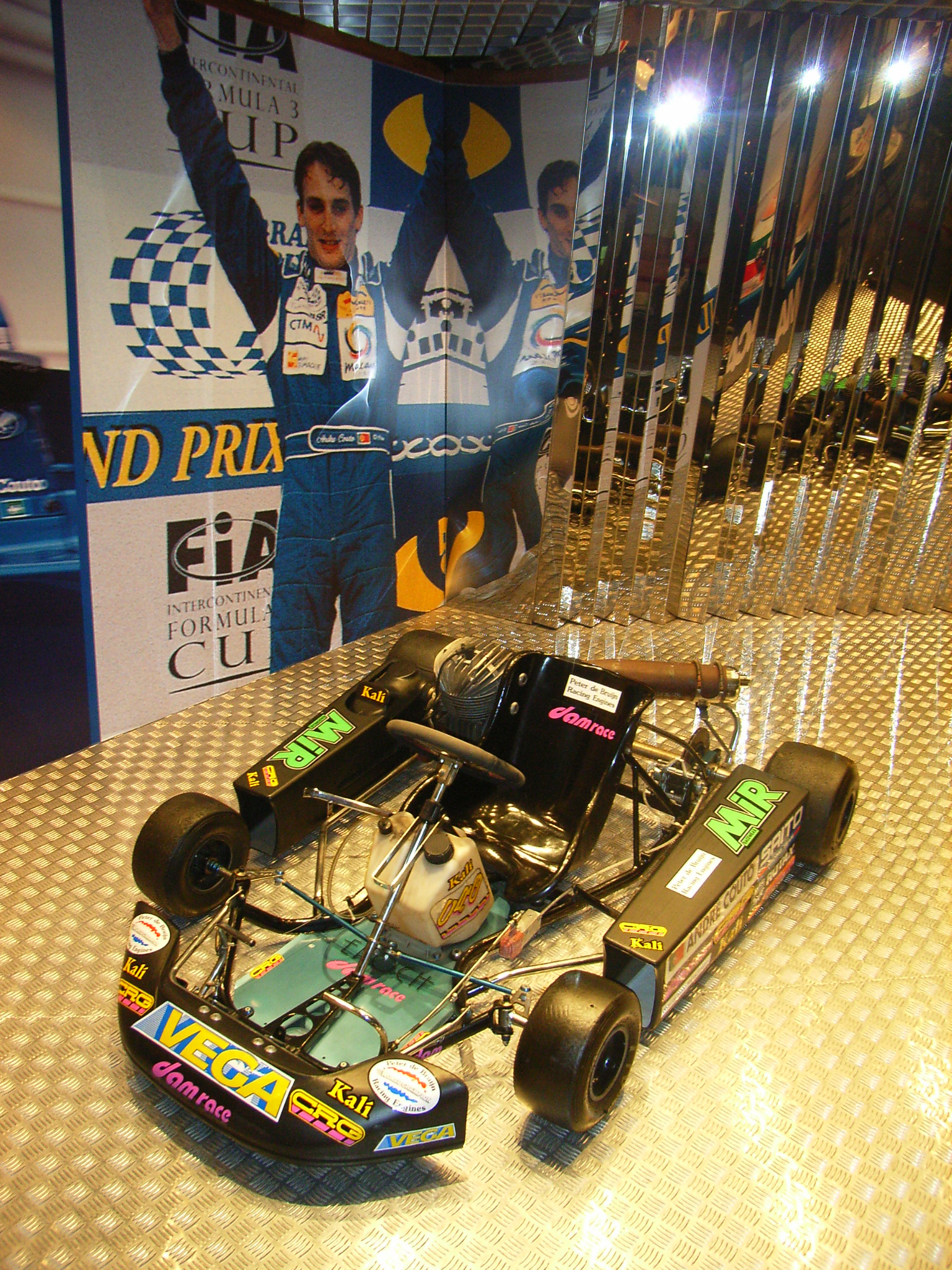
澳門大賽車博物館 The Grand Prix Museum in Macau
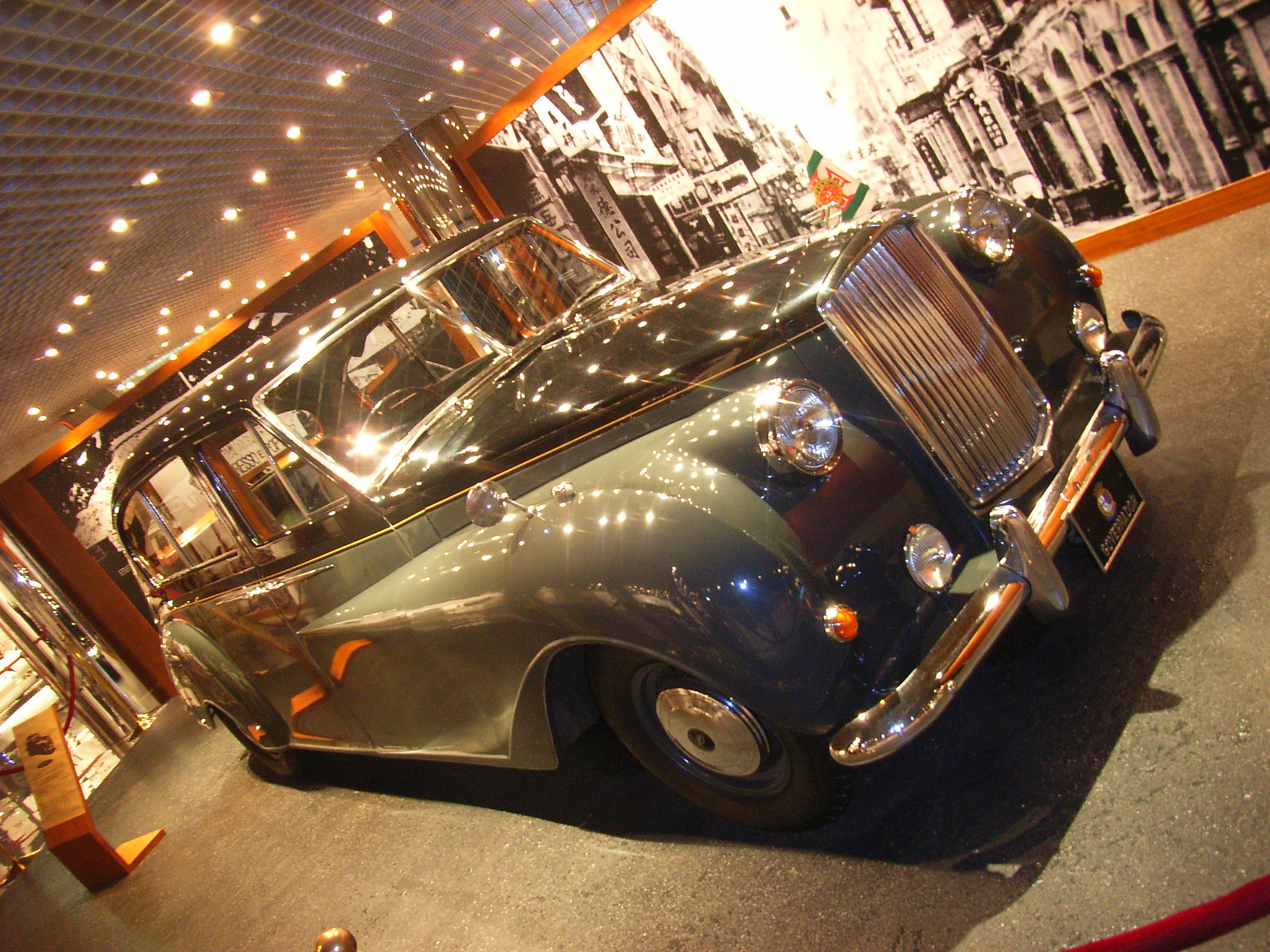
澳門大賽車博物館 The Grand Prix Museum in Macau
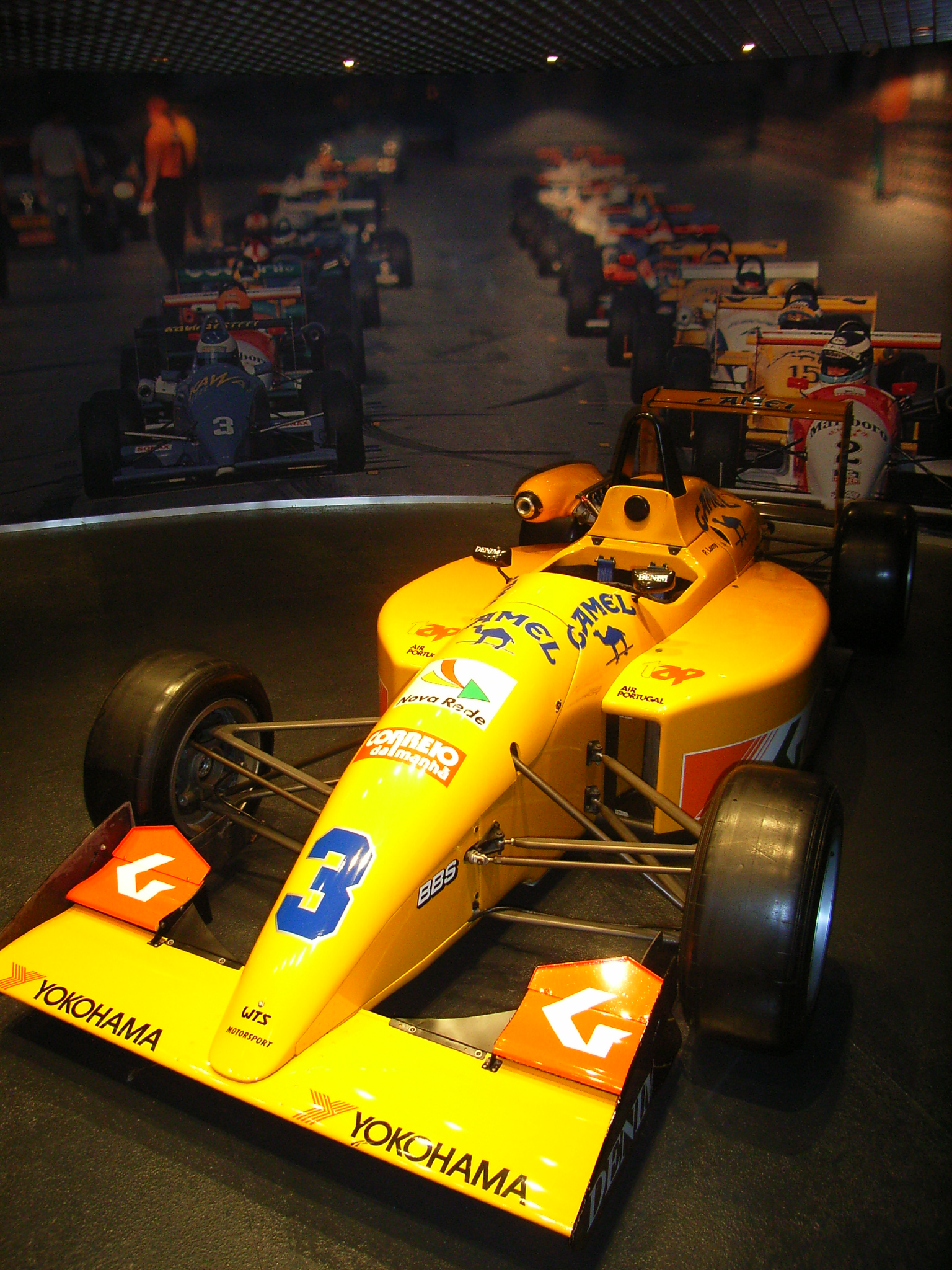
澳門大賽車博物館 The Grand Prix Museum in Macau
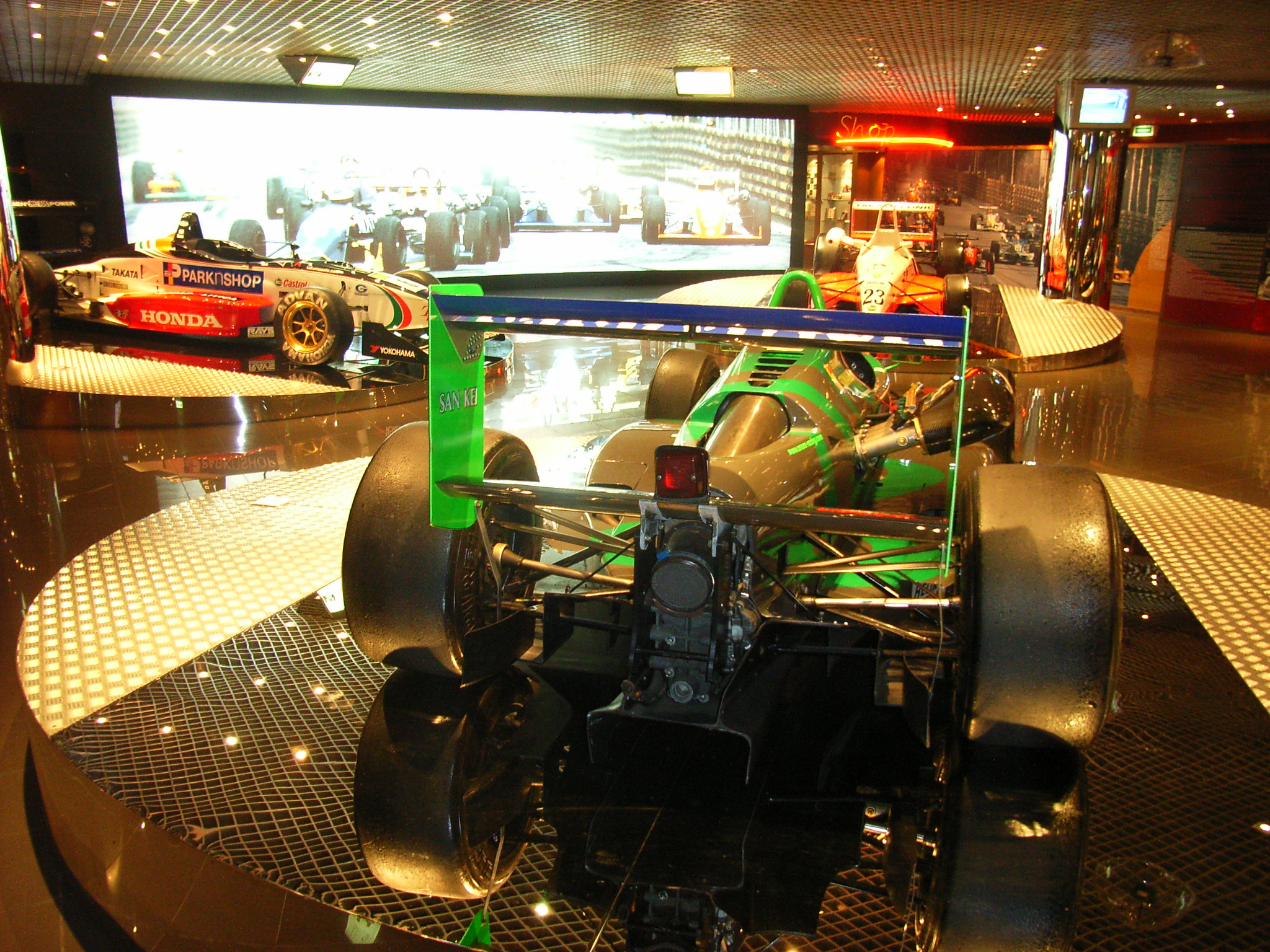
澳門大賽車博物館 The Grand Prix Museum in Macau
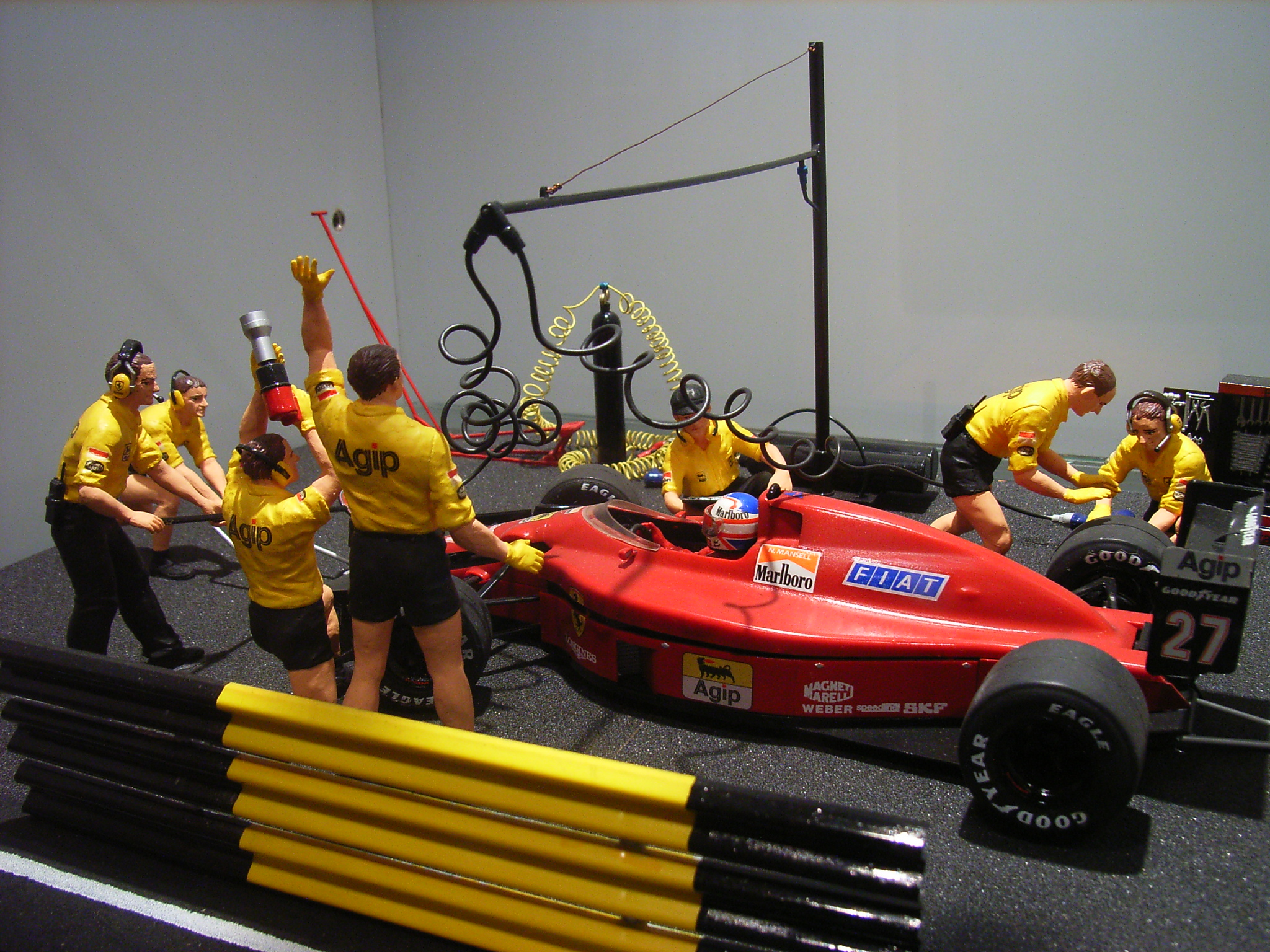
澳門大賽車博物館 The Grand Prix Museum in Macau
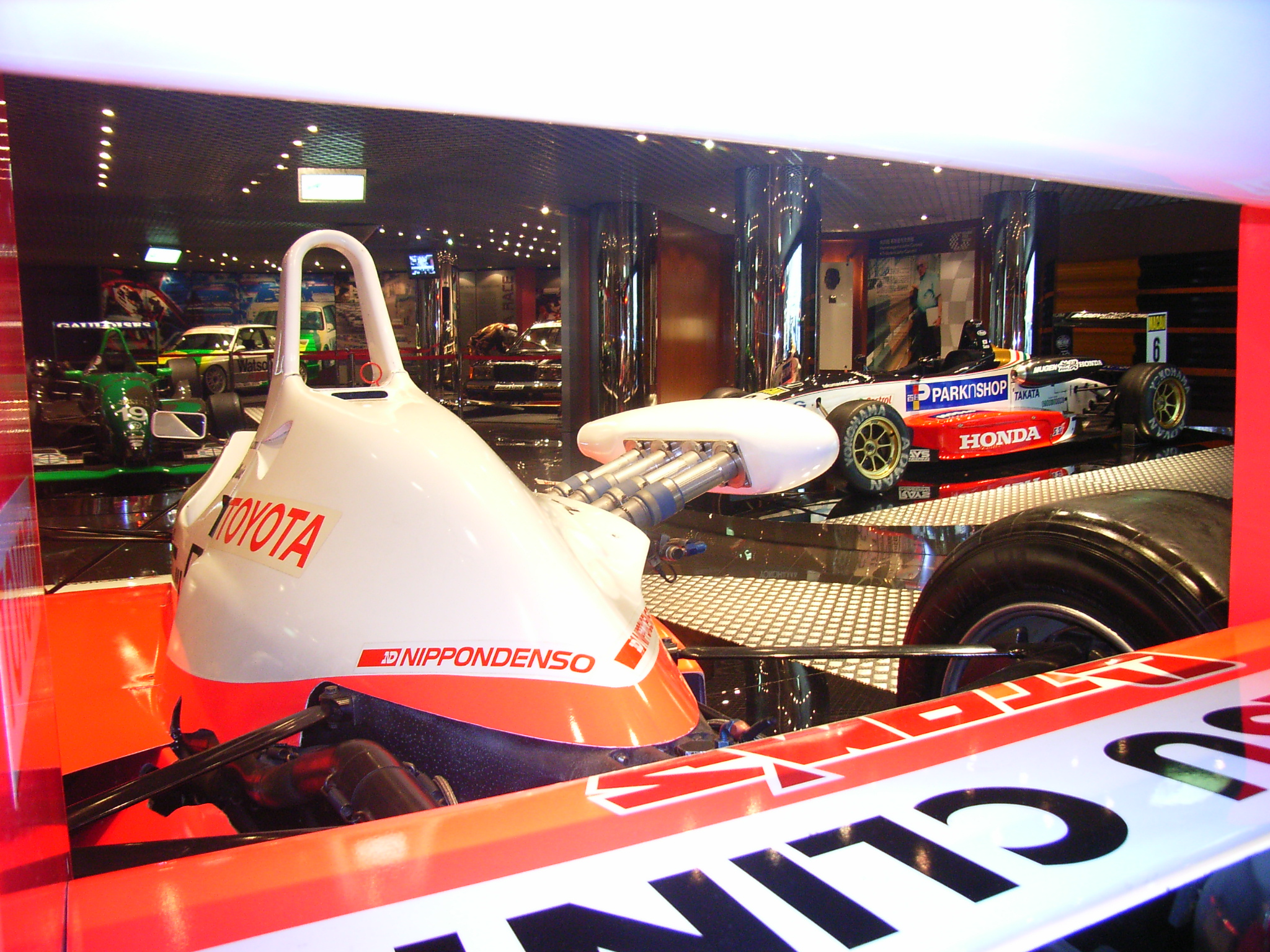
澳門大賽車博物館 The Grand Prix Museum in Macau
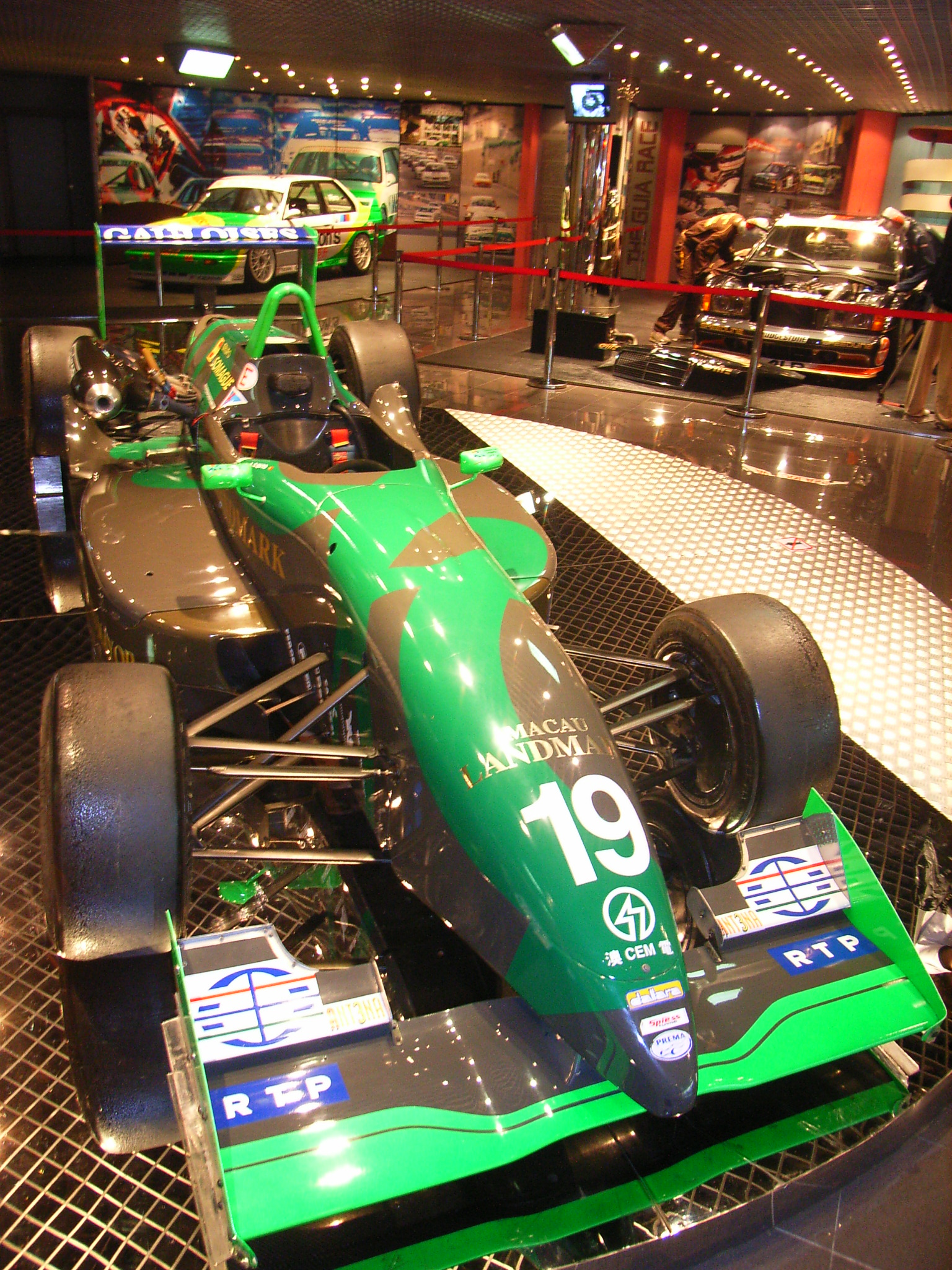
澳門大賽車博物館 The Grand Prix Museum in Macau
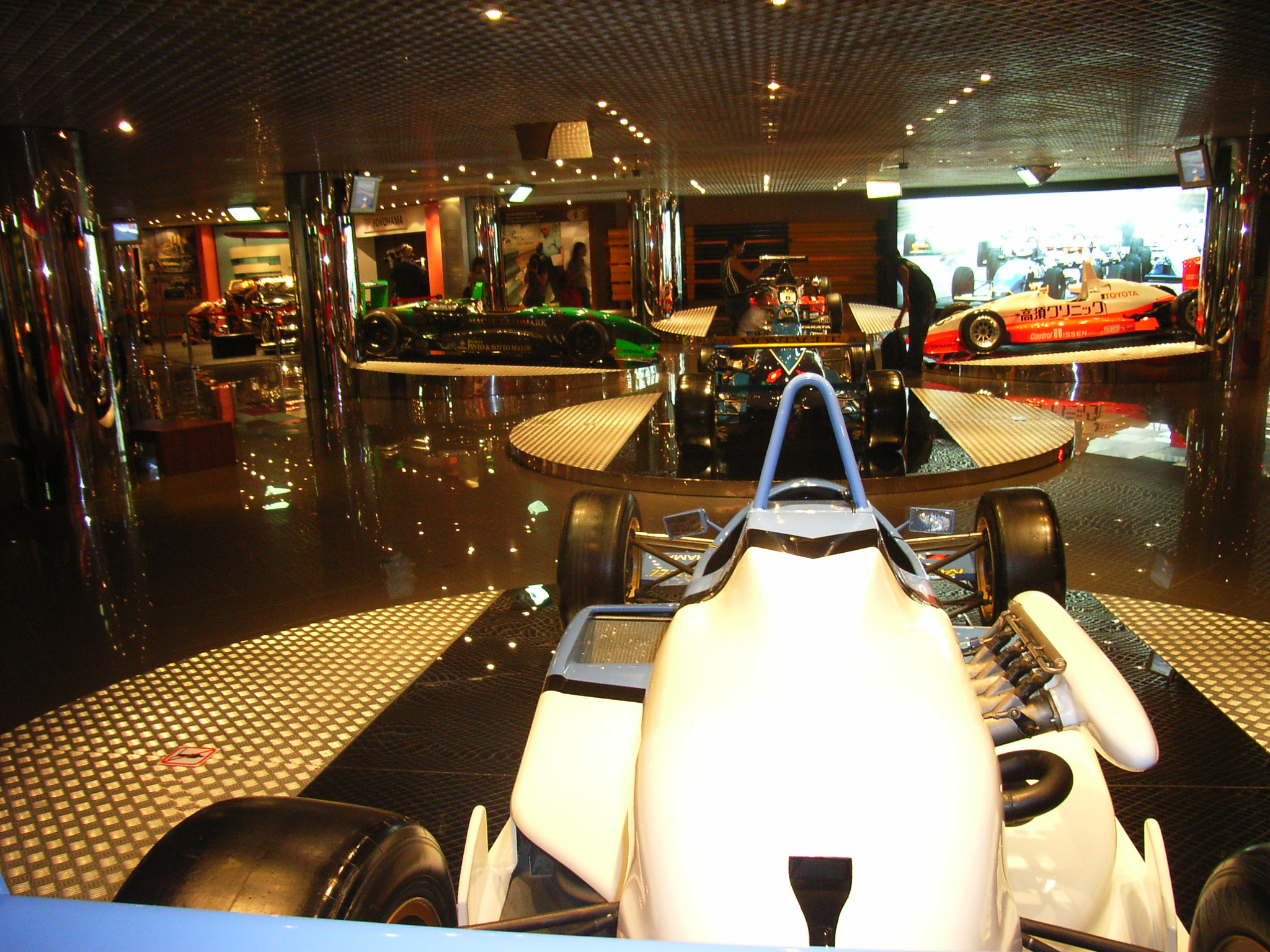
澳門大賽車博物館 The Grand Prix Museum in Macau
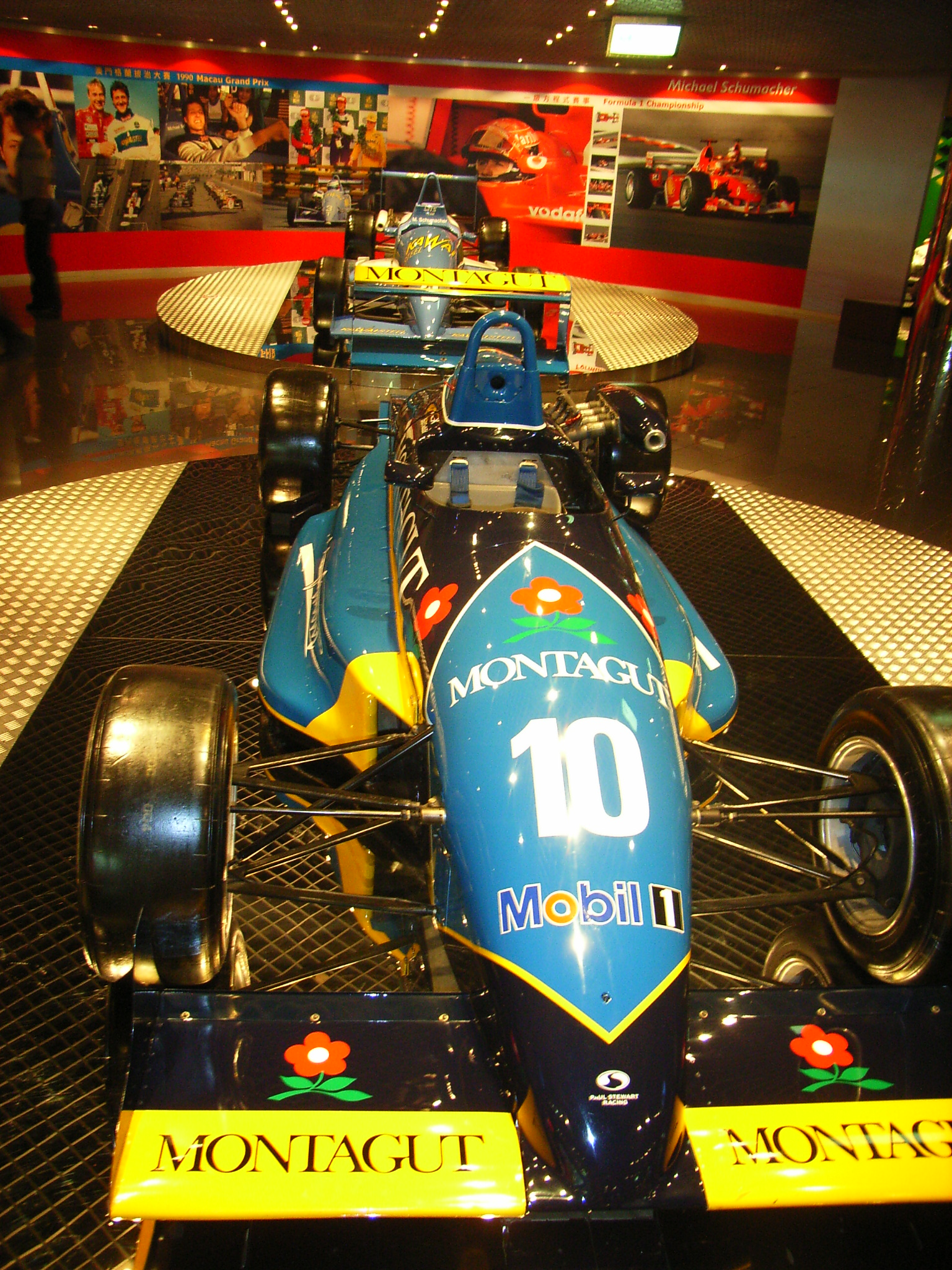
澳門大賽車博物館 The Grand Prix Museum in Macau

### 翻新後

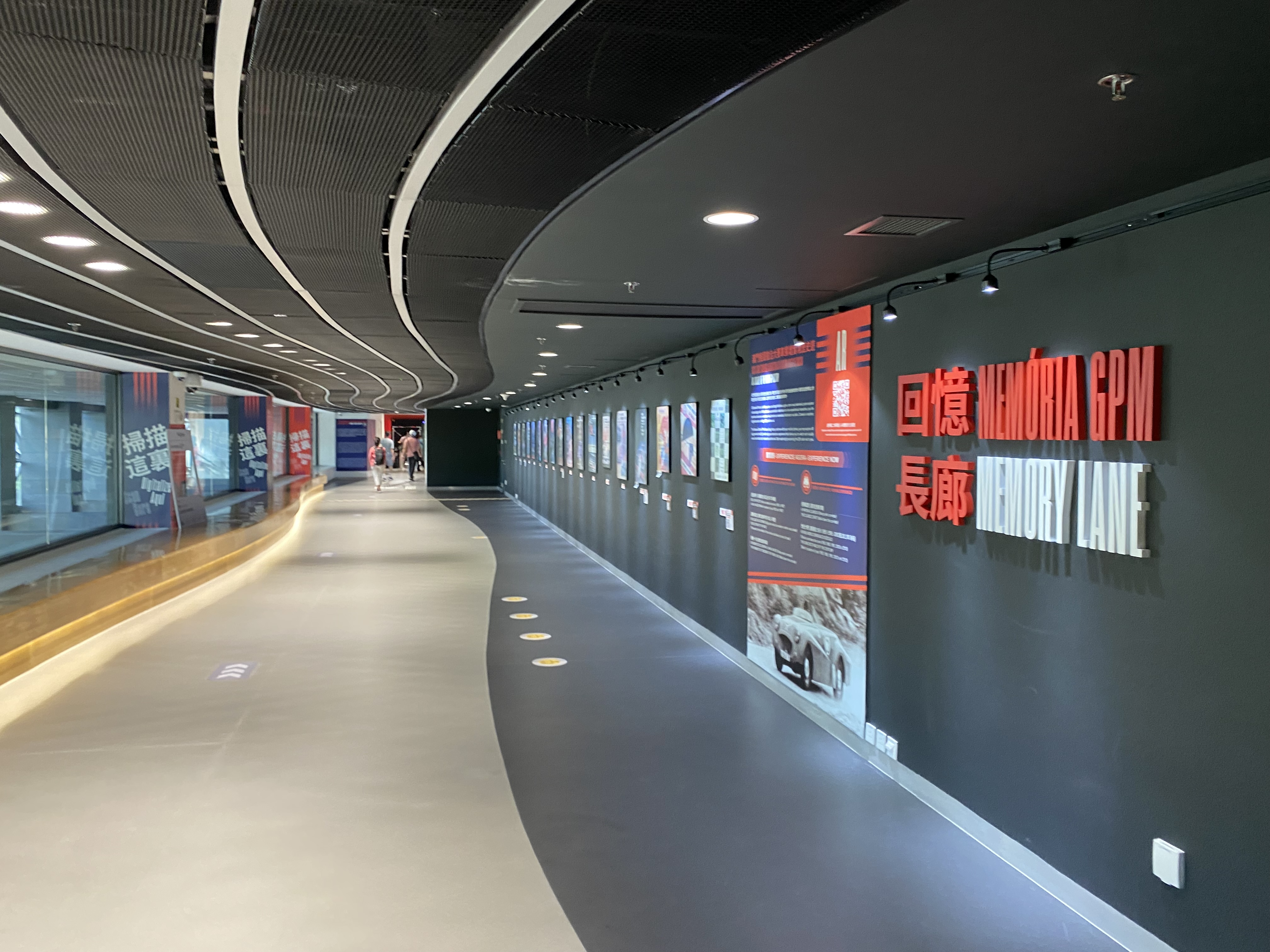
1樓回憶長廊

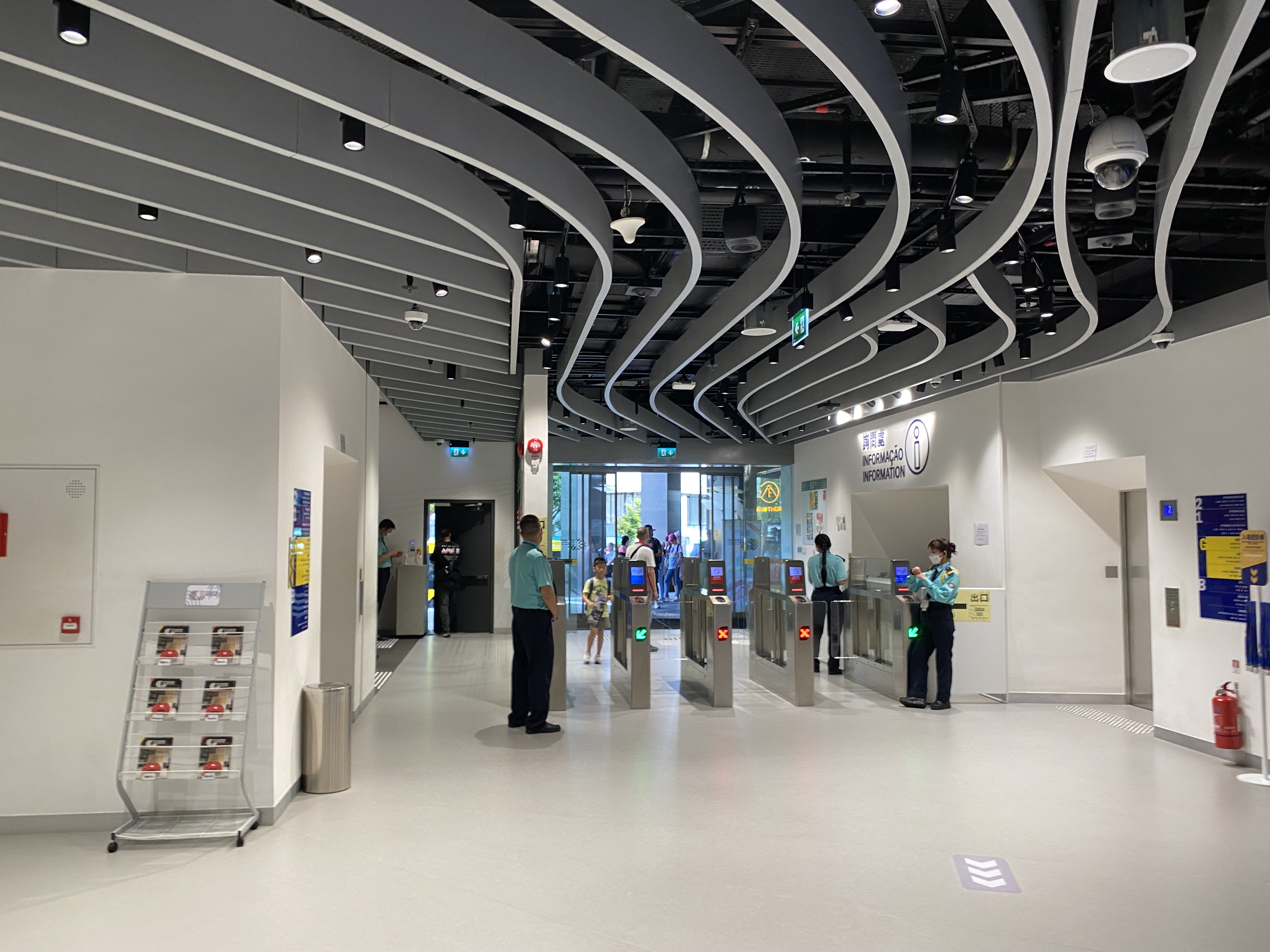
地面層入口處
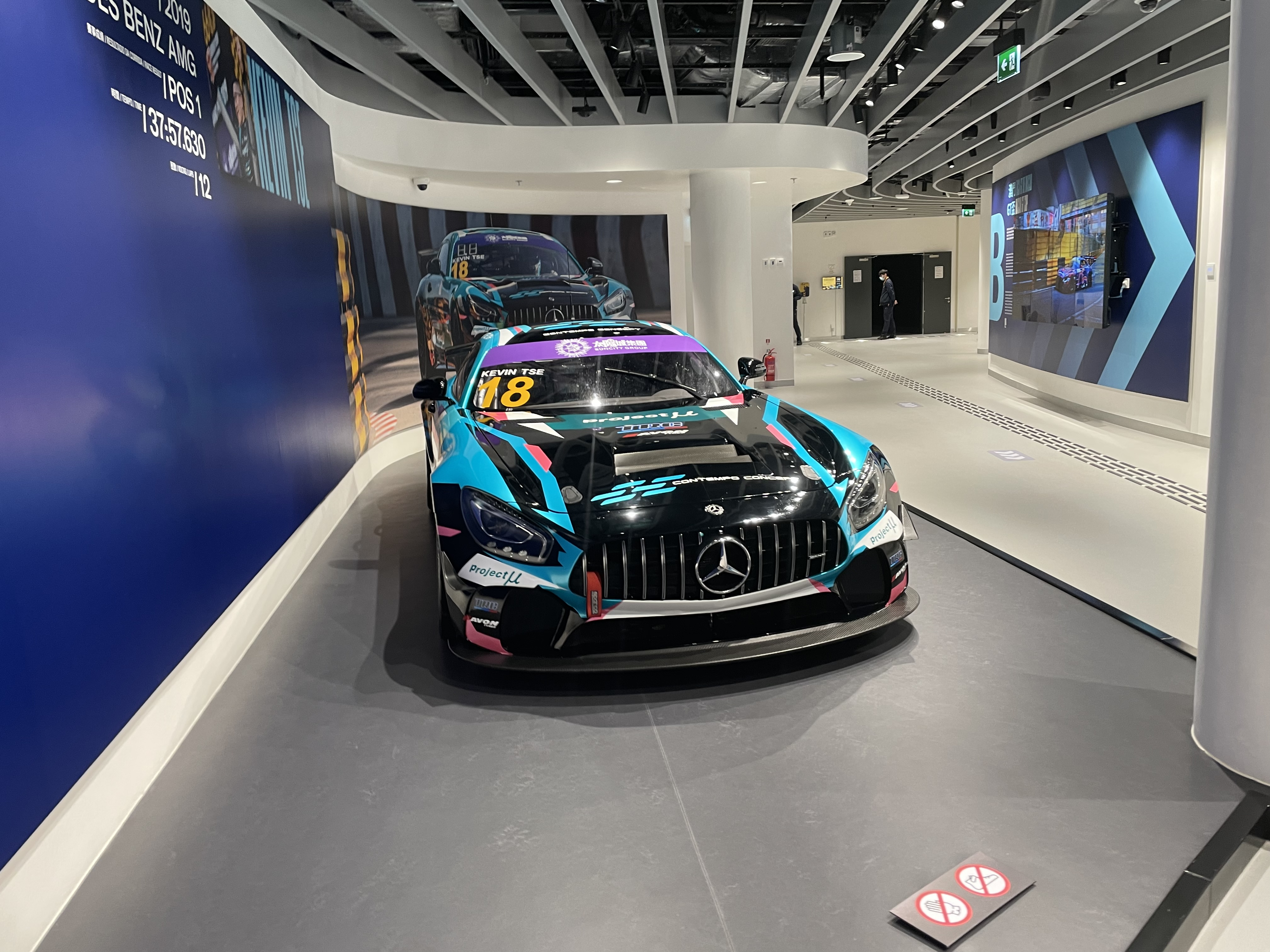
地庫層澳門GT盃
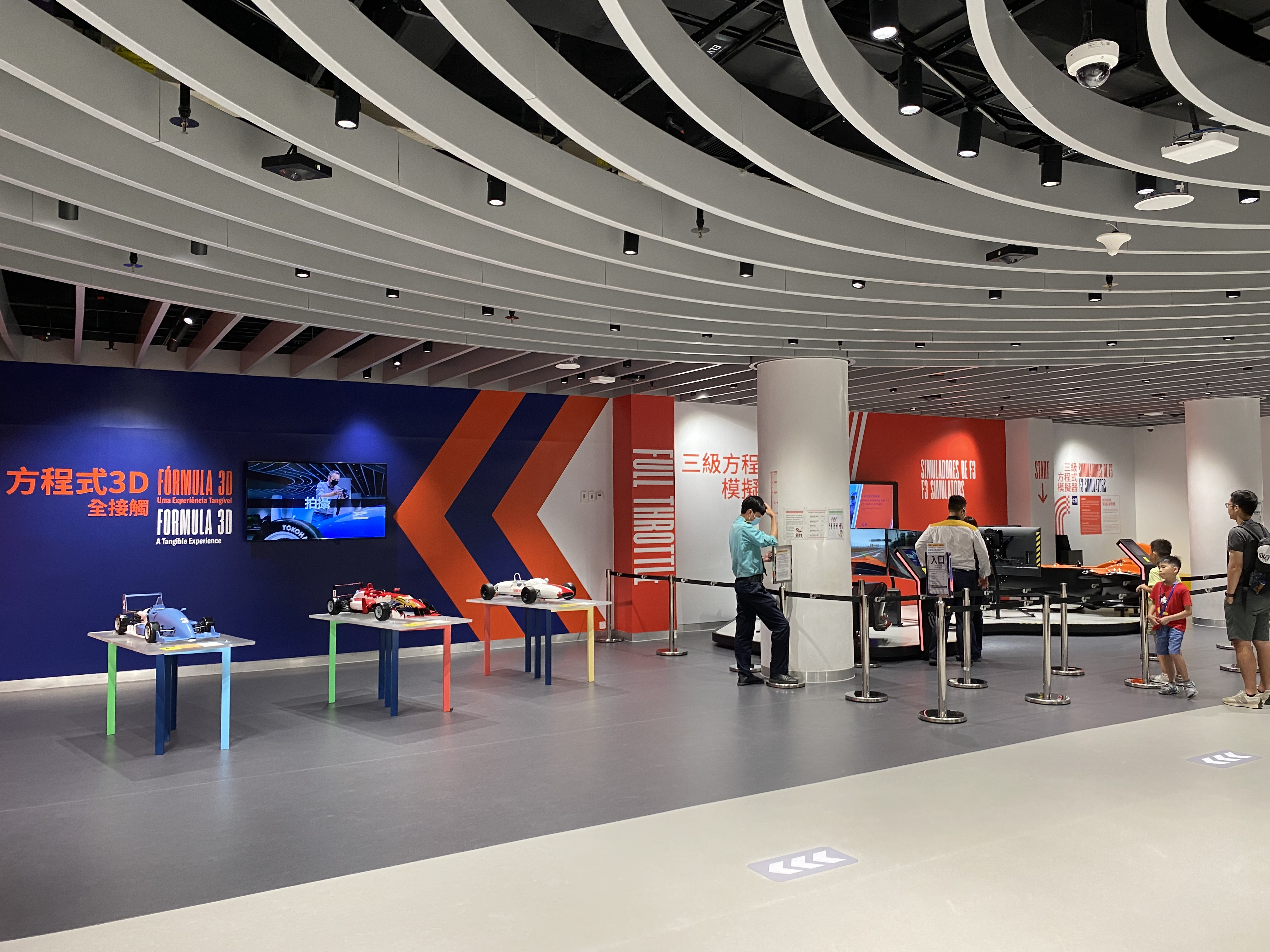
1樓方程式3D全接觸
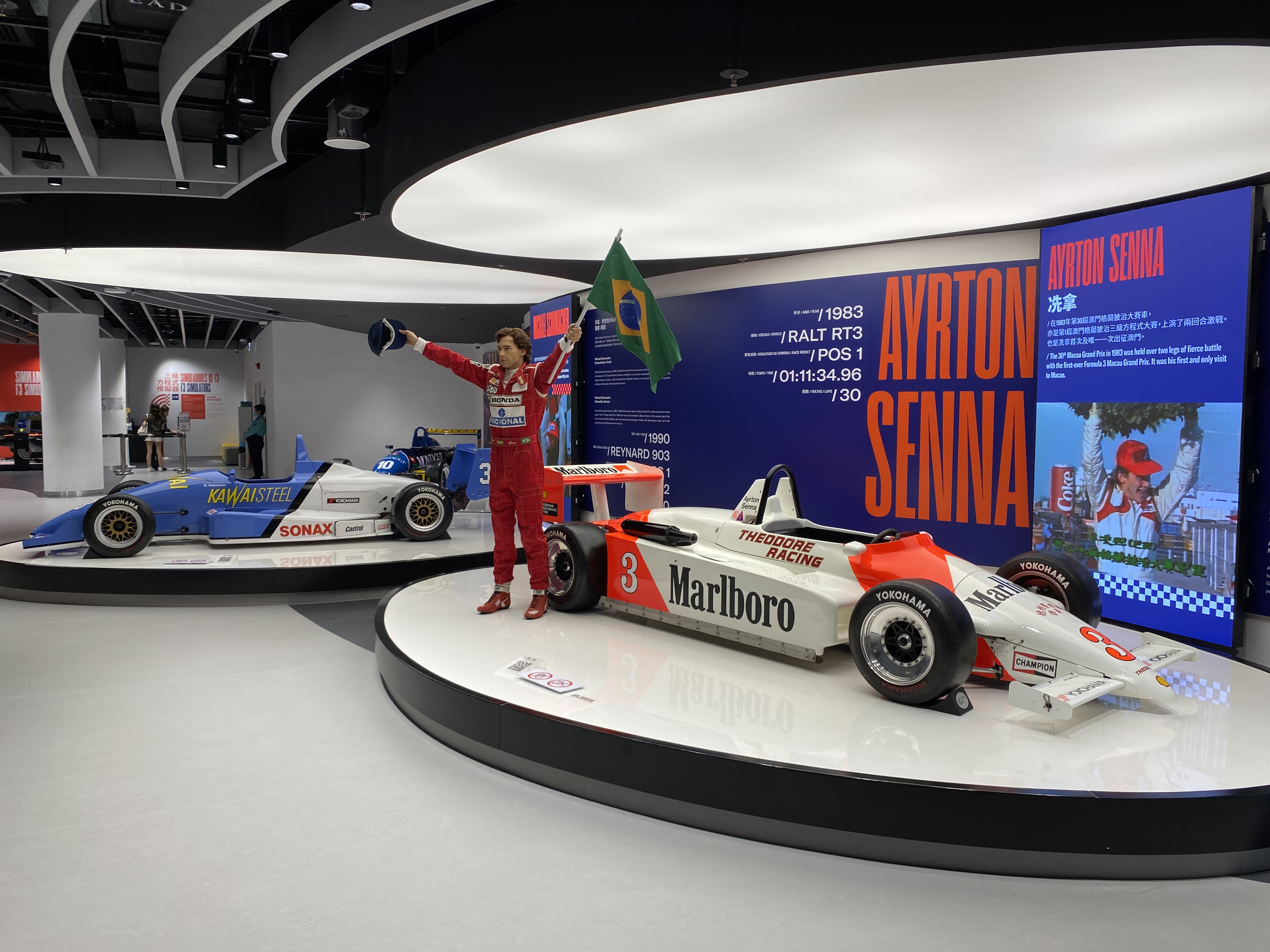
1樓澳門格蘭披治三級方程式大賽區
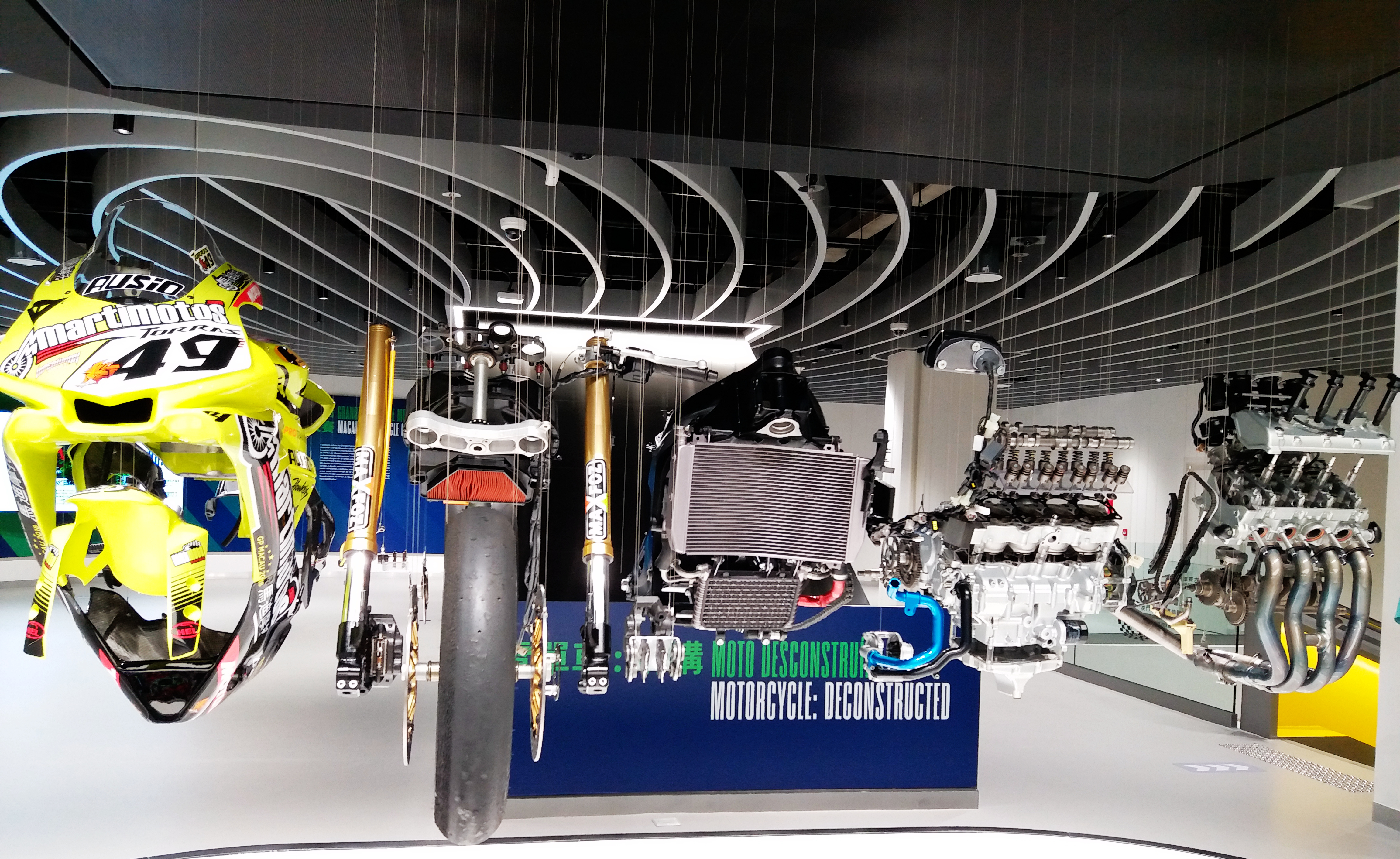
2樓大賽車博物館電單車解構
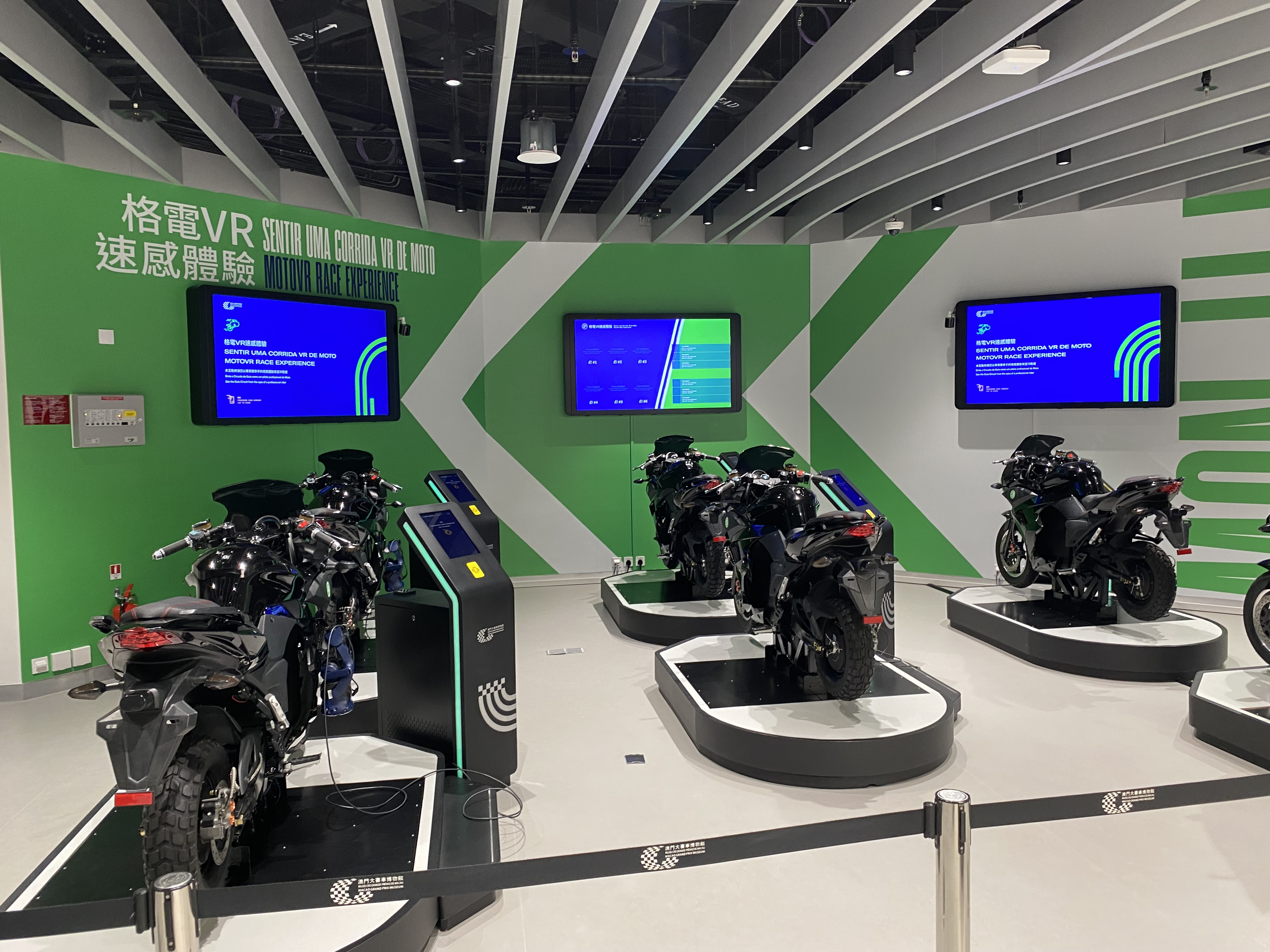
2樓格電VR速感體驗

## 收費
- 標準票：12歲以上至65歲以下，每位票價為80澳門元
- 優惠票：每位票價為40澳門元，適用人士包括12歲以上至65歲以下的持澳門居民身份證人士，其他人士包括12歲或以下兒童及65歲或以上長者；持國際學生證、國際博物館協會會員證及殘疾人士與其一名同行照顧者；以及15人以上澳門或外地的非牟利團體。
- 豁免票：適用人士為12歲或以下兒童及65歲或以上長者、3歲或以下兒童；持澳門學生證、澳門導遊證及殘疾人士與其一名同行照顧者；澳門或外地的學校及辦學團體
- 備註：每年的國際博物館日及博物館重開館慶日免費入場

## 附近地標名勝
- 金蓮花廣場
- 澳門綜藝館
- 澳門理工大學
- 金龍酒店
- 萬龍酒店

## 外部連結
- 官方网站
- 大賽車博物館預購門票網址
- 澳門旅遊局大賽車博物館試營運宣傳片